# 李朝威
李朝威（766年—820年），隴西（今甘肅省）人。唐代著名傳奇作家。著有傳奇文《柳毅傳》、《柳參軍傳》等，行於世。後代戲曲家多取為題材。與李復言、李公佐合稱『隴西三李』。
其《柳毅傳》被魯迅與元稹的《崔鶯鶯傳》相提並論。他本人也被後來的一些學者譽之為傳奇小說的開山鼻祖。